# Antonello Dose
Antonello Dose (Palmanova, 2 luglio 1962) è un conduttore radiofonico, autore televisivo, scrittore e pubblicista italiano.

## Biografia
Antonello Dose nasce nel 1962 nella Bassa friulana a Palmanova in provincia di Udine da genitori di Gonars e si trasferisce a pochi mesi con la famiglia a Roma, dove vive e lavora. Nel 1981, pochi giorni  dopo il diploma di maturità scientifica, inizia a studiare come attore nel campo dell'Antropologia teatrale prima all'I.S.T.A. di  Eugenio Barba e poi presso il Centro per la Sperimentazione e la Ricerca Teatrale di Pontedera. Lasciata Pontedera, recita in teatro con Luca Ronconi e nel cinema con Marco Bellocchio. Nella seconda metà degli anni ottanta inizia professionalmente l'attività di autore assieme a Marco Presta, con il quale scriveva e lavorava fin dai primi anni del liceo. I due collaborano con Enrico Vaime alla realizzazione di testi teatrali e televisivi, tra cui un Festival di Sanremo, scrivendo per Fabio Fazio, Enrico Montesano, Tullio Solenghi e Simona Marchini.
In coppia con l'amico e collega Marco Presta svolge una intensa attività radiotelevisiva. Nel 1991-1992 collabora ai testi di La più bella sei tu di Luciano Rispoli su Telemontecarlo. Dal 1992 collabora con Rai Radio 2 come autore e conduttore di programmi, quali: Effetti collaterali (1992-1993), Chidovecomequando (1993-1995), Tira imbecille (per i mondiali di calcio del 1998), Buono Domenico (1997, varietà domenicale), speciali da Sanremo e Miss Italia. Dal 2 ottobre 1995 è autore e conduttore della seguitissima trasmissione radiofonica Il ruggito del coniglio, vincitrice di importanti premi nazionali, tra i quali il Premio Flaiano, il Premio Satira Politica Forte dei Marmi, il premio Aristofane, il premio Bordighera Città dell'Umorismo, il Premio Fregene, il Premio simpatia in Campidoglio e il premio Biagio Agnes. Nel 1997 ha partecipato al programma televisivo Giochi senza frontiere, condotto da Maria Teresa Ruta. Nel 2004, nel 2005 e nel 2006 conduce Dove osano le quaglie per Rai3.
Il binomio "Dose & Presta" ha lavorato come sceneggiatore televisivo, per Rai1, nelle note serie TV Un medico in famiglia e Pazza famiglia, rispettivamente con protagonisti Lino Banfi ed Enrico Montesano. Per il cinema hanno sceneggiato Anche i commercialisti hanno un'anima di Maurizio Ponzi e scritto i dialoghi del film di animazione Opopomoz di Enzo D'Alò. Sono autori di alcuni libri ispirati dal loro lavoro radiotelevisivo e cinematografico. Dal febbraio del 2003 fino al 2013 scrivono la rubrica domenicale di satira e di costume sulla prima pagina del quotidiano Il Messaggero, intitolata inizialmente "Domenica Aperto" (2003-2007) e in seguito "È lunedì, coraggio" (2007-2013).
È cofondatore del gruppo Arcobalena che, all'interno del movimento religioso buddista Soka Gakkai, riunisce le persone LGBTQ.
In coppia con Marco Presta ha condotto una rubrica satirica all'interno di Unomattina su Rai1 in collegamento video con Francesca Fialdini.
Nel 2017 pubblica il libro La rivoluzione del coniglio (Mondadori), dove racconta la sua vita e di come ha incontrato ed abbracciato il Buddhismo di Nichiren Daishonin all'interno dell'ente religioso laico Buddhista Soka Gakkai.
Nel 2022 vince il Premio “Microfono d’Oro” per la sua attività radiofonica.
Dal 2017 è unito civilmente con Fabrizio Tranquilli.

## Filmografia

### Attore

#### Cinema
- Casa di piacere, regia di Alex Damiano (1989)

### Sceneggiatore

#### Cinema
- Anche i commercialisti hanno un'anima, regia di Maurizio Ponzi (1994)

#### Televisione
- Pazza famiglia, (Rai 1, 1995) – serie TV
- Pazza famiglia 2, (Rai 1, 1996) – serie TV

## Programmi televisivi
- Giochi senza frontiere (Rai 1, 1997)
- Dove osano le quaglie (Rai 3, 2003-2005)
- Anteprima Sanremo 2013 (Rai 1, 2013)
- Petrolio - editoriale satirico (Rai 1, 2014)
- Unomattina - editoriale satirico (Rai 1, 2016-2017)
- Zecchino d'Oro - presidente di giuria insieme a Marco Presta (Rai 1, 2016)

## Programmi radiofonici
- Effetti collaterali (Rai Radio 2, 1992-1993)
- Chicomedovequando – autore e conduttore (Rai Radio 2, 1993-1995)
- Il ruggito del coniglio – autore e conduttore (Rai Radio 2, 1995-in corso)
- Buono Domenico (Rai Radio 2, 1997)
- Tira, imbecille! (Rai Radio 2, 1998)
- Coniglio Relax (Rai Radio 2, 2015-2017)

## Opere
- Il ruggito del coniglio. RAI-Eri (1997)
- Dove osano le quaglie. Ovvero la Ex è uguale per tutti. Mille modi per dimenticarla. Comix (1998)
- Opopomoz. Ma che vita del cavolo quella del povero diavolo. EL (2003)
- I racconti del salame. RAI-Eri (2007)
- La rivoluzione del coniglio, Mondadori, 2017.